# ولسوالی کابل
کابل یکی از ولسوالی‌های ولایت کابل در خاور افغانستان است  با جمعیت نزدیک به ۱٬۹۲۵٬۵۴۸ نفر. مرکز این ولسوالی کابل است.

## منبع‌ها
- مشارکت‌کنندگان ویکی‌پدیا. «Kabul Province». در دانشنامهٔ ویکی‌پدیای انگلیسی، بازبینی‌شده در ۱۲ اسفند ۱۳۹۰ خورشیدی.